# Karwar

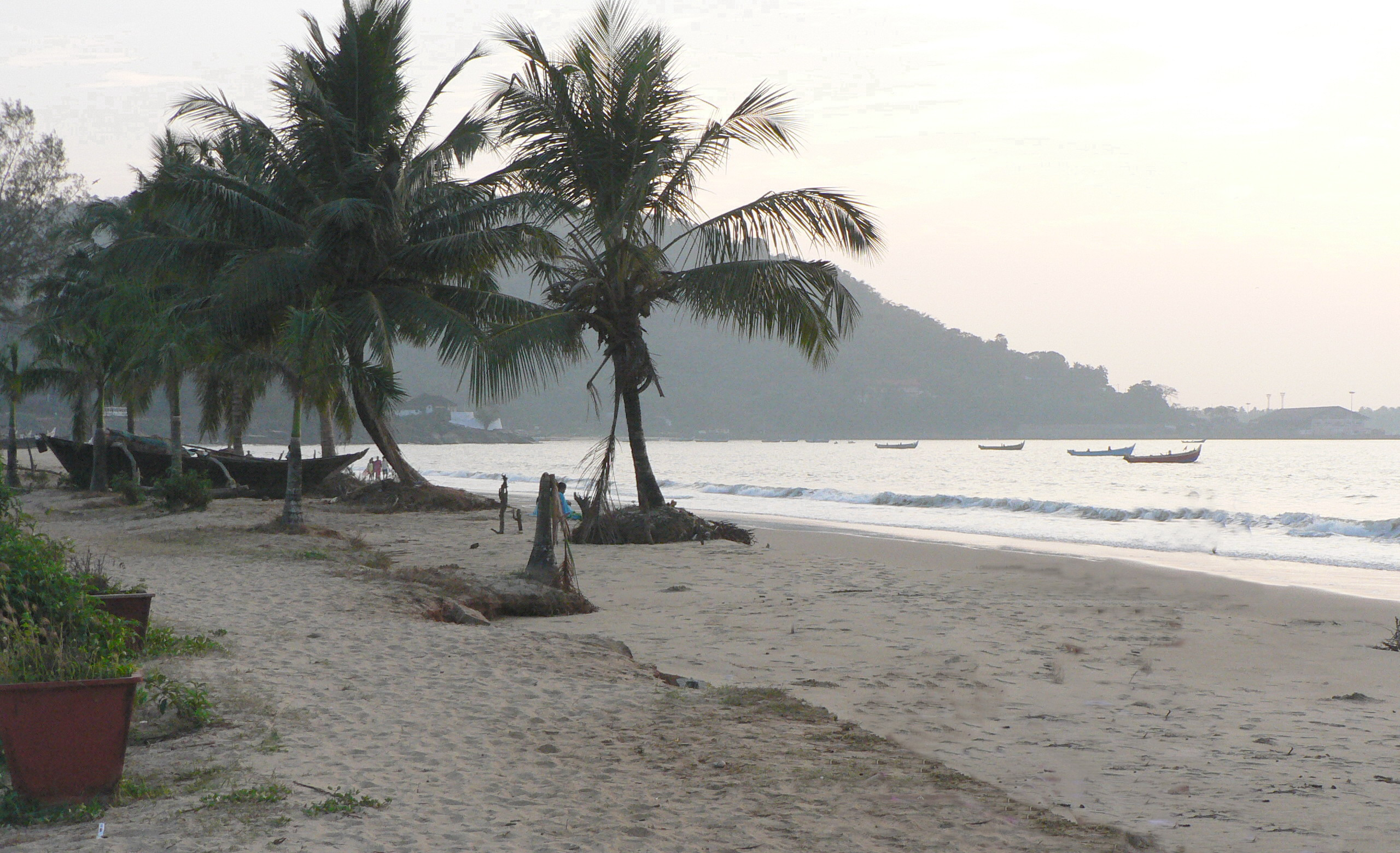
platja a Karwar

Karwar (konkani: कारवार, canarès: ಕಾರವಾರ) és una ciutat i municipi de Karnataka, capital del districte de North Kanara o Uttara Kannada, Índia. És una ciutat de la costa a la riba del riu Kali. És també capital d'una taluka de les que formen el districte. El nom derivaria d'un poble proper de nom Kadwad que els britànics van deformar a Karwar i que hauria donat nom a un nou establiment fundat per ser la capital del districte el 1862. Apareix també com a Carwar. Al cens de 2001 apareix amb una població de 62.960 habitants. El 1881 la població era de 13.761 habitants i el 1901 de 16.847.

## Història
El poble de Kadwad o Karwar estava situat a la riba del Kali Nadi, a uns 5 km a l'est de la moderna Karwar. Al segle xvii el "desdi" (superintendent) de Kadwad era un dels principals oficials del sultanat de Bijapur al qual pertanyia. In 1638 la fama de la pebre de Sonda va induir a la Companyia de Sir William Courten a obrir una factoria a Kadwad que el 1690 era prospera i exportava teixits fins que es feien a l'interior cap a l'est, a Hubli i altres llocs, feina que emprava 50000 treballadors; a més produïa pebre i altres espècies i també alguns altres teixits.
El 1665 Sivaji, el fundador de l'estat maratha, va cobrar contribució a la factoria; el 1673 el governador militar mogol de la zona (fawjdar) amb seu a Kadwad va assetjar la factoria. El 1674 Sivaji va cremar la ciutat però la factoria no va patir cap dany, però des de 1675 els caps locals van començar a demanar contribucions i els anglesos es van retirar el 1679; van retornar el 1682 i la van fer encara més gran, però el 1684 en foren expulsats perquè la tripulació d'un vaixell va matar una vaca sagrada, però van poder tornar. El 1685, els portuguesos van instigar al desdi de Kadwad i al de Sonda a la revolta. Els deu darrers anys del segle els holandesos van intentar suplantar als anglesos en el comerç del pebre; el 1697 la ciutat fou saquejada pels marathes. El 1715 el vell fort de Kadwad fou enderrocat i el senyor local de Sonda va construir el fort de Sadashivgarh que va comprometre la seguretat de la factoria i davant l'hostilitat del senyor de Sonda, la factoria fou evacuada el 1720. No van aconseguir guanyar el favor del senyor de Sonda per recuperar l'establiment fins al 1750. El 1752 els portuguesos van enviar una flota que va ocupar Sadashivgarh i van reclamar el monopoli del comerç de Karwar; com que estaven en posició de força els anglesos es van retirar altre cop. Al cap d'uns anys Kadwad estava en ruïnes.
El 1862 els britànics van decidir establir una nova capital pel districte de North Kanara (resultant de la divisió del districte de Kanara i que havia estat incorporat a la presidència de Bombai) i van escollir un assentament de pescadors prop de l'antiga Kadwad, que els anglesos anomenaven Karwar.